# Democratic Unionist Party
Die Democratic Unionist Party (DUP) ist die größte protestantische und unionistische Partei in Nordirland. Ihre Anhänger vertreten Antikatholizismus und bekämpfen eine Vereinigung Nordirlands mit der Republik Irland. Die DUP fordert die vollständige Entwaffnung der IRA. Gleichzeitig fordert sie die irisch-republikanische Partei Sinn Féin auf, sich von Waffengewalt und damit von der IRA zu distanzieren. Parteigründer war 1971 Pfarrer Ian Paisley (1926–2014).  Vorsitzender ist seit dem 29. Mai 2024 Gavin Robinson.
Die DUP tritt für den staatsrechtlichen Status quo ein, also für eine Provinz Nordirland innerhalb des Vereinigten Königreiches. Den Hintergrund dafür bilden die protestantischen Bevölkerungsmehrheiten in Nordirland und Großbritannien, während die Mehrheit in der Republik Irland katholisch ist. Ian Paisley selbst hatte eine kleine evangelikale Freikirche, die Freie Presbyterianische Kirche, als Abspaltung von der dominierenden Presbyterianischen Kirche gegründet.

## Ziele
Die DUP lehnt Homosexualität, Schwangerschaftsabbruch und Glücksspiel als Sünde rigoros ab. Auch Kreationisten sind in der DUP vertreten.
Die Partei nimmt EU-skeptische Standpunkte ein und unterstützte den Plan eines Referendums über den Verbleib des Vereinigten Königreichs in der Europäischen Union. Als sich der Termin für das Referendum auf den 23. Juni 2016 konkretisierte, empfahl sie ihren Wählern, für den Austritt aus der EU zu stimmen.
Die DUP befürwortet eine deutliche Steigerung der Verteidigungsausgaben auf 2 Prozent des Bruttoinlandsprodukts, unter anderem auch mit dem Hinweis, dass 20 Prozent der britischen Armeeangehörigen in Nordirland rekrutiert würden, obwohl dieses nur 3 Prozent der Bevölkerung des Vereinigten Königreichs aufweise.

## Geschichte
Die Partei entstand 1971 als Abspaltung von der Ulster Unionist Party (UUP), nachdem Desmond Boal, damals Abgeordneter für den Wahlkreis Shankill (Belfast), aus der UUP ausgeschlossen worden war. Sie trat die Nachfolge der ebenfalls von Ian Paisley gegründeten Protestant Unionist Party an. Während sie in konstitutionellen und Sicherheitsangelegenheiten einen deutlich rechten Standpunkt einnahm, vertrat sie in sozialen Fragen die Interessen ihrer Klientel, die hauptsächlich der Arbeiterklasse und dem Kleinbürgertum entstammte. Die Partei lehnte in den 1970er Jahren jede Form der Machtteilung mit der katholischen Minderheit ab.
Bei der Regionalwahl im November 2003 gelang es der DUP erstmals, die UUP in der Wählergunst zu übertreffen. Beobachter sahen darin eine Radikalisierung der Mehrheitsbevölkerung Nordirlands; andere meinten eher ein persönliches Vertrauensvotum für Paisley erkennen zu können. Bei der Unterhauswahl am 6. Mai 2010 erreichte die Partei 25 % der Stimmen und 8 (von 18) Sitzen in Nordirland. Sie stellte damit fast die Hälfte des nordirischen Kontingents im Unterhaus. Aus der Wahl zur Nordirland-Versammlung 2007 ging die DUP wie erwartet als stärkste Partei hervor und errang 36 der insgesamt 108 Mandate. Bei der darauffolgenden Wahl zur Nordirland-Versammlung 2011 erreichte die
DUP 38 Mandate.
Bei der Unterhauswahl am 7. Mai 2015 traf die DUP im Vorfeld der Wahl mit der UUP Wahlkreisabsprachen, nach denen sie auf die Aufstellung eigener Kandidaten in den Wahlkreisen Fermanagh and South Tyrone und Newry and Armagh verzichtete und ihre Anhänger zur Wahl der jeweiligen UUP-Kandidaten aufrief. Im Gegenzug verzichtete die UUP auf die Aufstellung eigener Kandidaten in Belfast East und Belfast North. Die DUP konnte durch die Absprache den Wahlkreis Belfast East, in dem 2010 die Alliance Party of Northern Ireland erfolgreich gewesen war, zurückgewinnen. Die UUP gewann dagegen den Wahlkreis Fermanagh and South Tyrone hinzu, so dass insgesamt das unionistische Lager gestärkt wurde.
Außerdem rief die DUP bei der Unterhauswahl 2015 die Wähler im benachbarten Schottland dazu auf, in jedem Fall unionistische Kandidaten, d. h. nicht die Scottish National Party, zu wählen.
Nach der Ermordung des Ex-Provisional IRA-Mannes Kevin McGuigan in der Nacht zum 13. August 2015 in Belfast kamen Spekulationen auf, dass die Provisional IRA als Institution weiter existiere und für den Mord verantwortlich sei, was von Sinn Féin bestritten wurde. Die DUP forderte eine Suspendierung der Nordirland-Versammlung, und als diese nicht erfolgte, traten drei DUP-Minister einschließlich des First Ministers Peter Robinson am 10. September 2015 von ihren Ämtern zurück. Als einzige DUP-Ministerin verblieb Finanzministerin Arlene Foster in der Regierung, mit der Begründung, dass das wichtige Ressort Finanzen und das Amt des First Ministers nicht den republikanischen Parteien (Sinn Féin und SDLP) überlassen werden sollte. Foster übernahm vorübergehend vom 10. September 2015 bis 20. Oktober 2015 das Amt des First Ministers. Am 17. Dezember 2015 wurde Arlene Foster zur neuen Parteivorsitzenden gewählt, nachdem Peter Robinson aus gesundheitlichen Gründen seinen Rückzug aus der Politik angekündigt hatte.
Die DUP spielte eine Rolle im Vorfeld des als „Brexit“ bekannten EU-Austritts des Vereinigten Königreichs. Die Partei finanzierte eine kostspielige Werbekampagne für einen Austritt aus der EU vor dem Referendum 2016 in der britischen Zeitung Metro. Da die DUP unter den Gesetzen Nordirlands ihre Spenden nicht offenlegen muss, blieb die Herkunft der Mittel dafür zunächst unklar, bis im Februar 2017 bekannt wurde, dass der Partei eine halbe Million Pfund von einem Geschäftsmann aus Schottland für die Kampagne in der Zeitung überwiesen worden waren, obwohl die Zeitung nicht in Nordirland erscheint. Der Geschäftsmann weigerte sich, die Herkunft der Mittel offenzulegen, bestritt aber die Einflussnahme ausländischer Finanziers (Saudi-Arabien, Russland), über die als mögliche Geldgeber spekuliert worden war.
Nach der Unterhauswahl 2017, bei der die DUP ihr in Bezug auf die gewonnenen Mandate bislang bestes Ergebnis erzielte, vereinbarte die Partei mit den Konservativen die Tolerierung einer Minderheitsregierung unter Premierministerin Theresa May. Bei der Unterhauswahl 2019 verlor die DUP hingegen wieder 2 Sitze und zog somit mit 8 Abgeordneten in das House of Commons ein.
Am 29. März trat Jeffrey Donaldson als Parteiführer der DUP zurück, damit er sich auf die Verteidigung in einem Strafverfahren wegen eines Sexualdelikts konzentrieren konnte.

## Wahlergebnisse
Die Wahlergebnisse in der folgenden Tabelle sind jeweils (auch für die gesamt-britischen Wahlen) auf Nordirland bezogen. Unterhauswahlen erfolgten durchgehend nach Mehrheitswahlrecht, Wahlen zur Nordirland-Versammlung ab 1998 und Wahlen zum Europaparlament nach Präferenzwahlrecht.
| Jahr | Wahl                        | Stimmenanteil | Sitze  |
| ---- | --------------------------- | ------------- | ------ |
| 1973 | Nordirland-Versammlung 1973 | 10,8 %        | 8/78   |
| 1974 | Unterhauswahl Feb. 1974     | 8,2 %         | 1/12   |
| 1974 | Unterhauswahl Okt. 1974     | 8,5 %         | 1/12   |
| 1979 | Europawahl 1979             | 29,8 %        | 1/3    |
| 1979 | Unterhauswahl 1979          | 10,2 %        | 3/12   |
| 1982 | Nordirland-Versammlung 1982 | 23,0 %        | 21/78  |
| 1983 | Unterhauswahl 1983          | 20,0 %        | 3/17   |
| 1984 | Europawahl 1984             | 33,6 %        | 1/3    |
| 1987 | Unterhauswahl 1987          | 11,7 %        | 3/17   |
| 1989 | Europawahl 1989             | 29,9 %        | 1/3    |
| 1992 | Unterhauswahl 1992          | 13,1 %        | 3/17   |
| 1994 | Europawahl 1994             | 29,2 %        | 1/3    |
| 1997 | Unterhauswahl 1997          | 13,6 %        | 2/18   |
| 1998 | Nordirland-Versammlung 1998 | 18,1 %        | 20/108 |
| 1999 | Europawahl 1999             | 28,4 %        | 1/3    |
| 2001 | Unterhauswahl 2001          | 22,5 %        | 5/18   |
| 2003 | Nordirland-Versammlung 2003 | 25,6 %        | 30/108 |
| 2004 | Europawahl 2004             | 32,0 %        | 1/3    |
| 2005 | Unterhauswahl 2005          | 33,7 %        | 9/18   |
| 2007 | Nordirland-Versammlung 2007 | 30,1 %        | 36/108 |
| 2009 | Europawahl 2009             | 18,2 %        | 1/3    |
| 2010 | Unterhauswahl 2010          | 25,0 %        | 8/18   |
| 2011 | Nordirland-Versammlung 2011 | 30,0 %        | 38/108 |
| 2014 | Europawahl 2014             | 20,9 %        | 1/3    |
| 2015 | Unterhauswahl 2015          | 25,7 %        | 8/18   |
| 2016 | Nordirland-Versammlung 2016 | 29,2 %        | 38/108 |
| 2017 | Nordirland-Versammlung 2017 | 28,1 %        | 28/90  |
| 2017 | Unterhauswahl 2017          | 36,0 %        | 10/18  |
| 2019 | Europawahl 2019             | 21,8 %        | 1/3    |
| 2019 | Unterhauswahl 2019          | 30,6 %        | 8/18   |
| 2022 | Nordirland-Versammlung 2022 | 21,3 %        | 25/90  |
| 2024 | Unterhauswahl 2024          | 22,1 %        | 5/18   |